# Seznam osebnosti iz Mestne občine Krško
Seznam osebnosti iz Mestne občine Krško vsebuje osebnosti, ki so se tu rodile, delovale ali umrle.

## Religija
- Mihael Arh, dramatik, glasbenik, duhovnik, redovnik (1676, Kranj – pred 1732, Krško)
- Modest Schrey, prevajalec, duhovnik, redovnik, avguštinec (1754, Bloke – 1821, Veliki Trn)
- Jurij Mayr, duhovnik, škof; leta 1827 je bil imenovan za krškega škofa (1768, Trebinja – 1840, Celovec)
- Jurij Alič, duhovnik, šolnik, jezikoslovec; dekan v Vidmu od leta 1818 – 1845 (1779, Poljane nad Škofjo Loko – 1845, Laško)
- Anton Žakelj, rimskokatoliški duhovnik, pesnik in zbiratelj narodnega blaga (1816, Ledine – 1868, Mali Trn)
- Dragotin Ferdinand Ripšl, duhovnik, pesnik, kronist, sadjar, (1820, Šentjur – 1887, Videm, Krško)
- Prokop Godler, slikar, redovnik, frančiškan (1825, Videm, Krško – 1909, Novo mesto)
- Dragotin Simandl, narodni buditelj, slovničar, duhovnik (1828, Videm, Krško – 1864, Kranj)
- Matija Torkar, nabožni pisec, duhovnik (1832, Zasip – Mužje – 1902, Raka)
- Jurij Sterbenc, duhovnik (1834, Stari trg ob Kolpi – 1899, Leskovec pri Krškem)
- Gabriel Giraud, redovnik, trapist (1836, Lyon – 1899, Brestanica)
- Josip Žičkar, katoliški duhovnik in politik (1846, Raztez – 1905, Dunaj)
- Anton Medved, duhovnik, teolog, pisatelj in govornik (1862, Gorica pri Raztezu – 1925, Maribor)
- Leopold Turšič, duhovnik in pesnik (1883, Lož – 1927, Krško)
- Jožef Mirt, filozof, teolog, katoliški duhovnik (1894, Brestanica – 1959, Maribor)
- Rudolf Blüml, verski organizator, duhovnik; od leta 1953 do 1965 je bil vodja slovenskega dušnopastirskega urada krške škofije, 1966 je postal stolni prošt v krški škofiji (1898, Krnica – 1966, Celovec)
- Simon Ašič, rimskokatoliški duhovnik, menih, zdravilec (1906, Trebež pri Brestanici – 1992, Stična)
- Lojze Jože Žabkar, katoliški duhovnik, pesnik in pisatelj (1910, Mikote – 1983, Ljubljana)
- Stanislav Kos, teolog, knjižničar (1911, Videm, Krško – 1990, Maribor)
- Ivan Salmič, katoliški duhovnik (1914, Raka – 1943, Vinica)

## Šport
- Igor Kranjec, kolesar (1972, Brestanica)
- Dejan Rusič, nogometaš (1982, Krško)
- Jaroslav Kovačič, triatlonec (1984, Krško)
- Janez Zupanc, veslač (1986, Brestanica)
- Robert Berić, nogometaš (1991, Krško)

## Umetnost

### Glasba
- Andrej Račič, izdelovalec orgel, mizar, organist (1808, Gorica, Krško – 1883, Cerklje ob Krki)
- Marijan Kos, operni pevec (1909, Videm ob Savi – 1973, Trst)
- Albin Rudan, glasbenik (1933, Veliki Trn – 2009, Godič)
- Dejan Učakar, skladatelj in fagotist (1974, Senovo)

### Slikarstvo, kiparstvo in fotografija
- Kozma Müller, kamnosek in meščan v Krškem med leti 1600 in 1700
- Gašpar Franchi, zvonar; leta 1725 vlil zvon v Krškem (okoli 1657, Videm, Furlanija – 1733, Ljubljana)
- Ignacij Arrer, kipar (1745, Krško – 1817, Dolnji Ajdovec)
- Anton Gabrič, slikar v Krškem okoli leta 1762
- Matej Tomc, podobar; leta 1869 izdelal dva stranska oltarja za župnijsko cerkev v Krškem (1814, Šujica – 1885, Šentvid (Ljubljana))
- Marija Rozalija Auersperg Attems (grofica), slikarka; pokopana je v družinski grobnici na griču Šrajbarskega turna v Leskovcu pri Krškem (1816, Gradec – 1880 Gradec)
- Janez Wolf, slikar (1825, Leskovec pri Krškem – 1884, Ljubljana)
- Vladimir Štoviček, kipar (1896, Boštanj - 1989, Krško)
- Jaro Hilbert, francoski slikar in kipar (1897, Krško – 1995, Pariz)
- Maks Gatnik, slikar, geodet (1910, Brestanica)
- Simon Tihec, fotograf (1921, Drnovo – 1991, Maribor)
- Jože Ciuha, slikar, grafik (1924, Trbovlje – 2015, Ljubljana), v mladosti živel na Vidmu ob Savi
- Justina Hermina Pacek (1931-2016), medicinska sestra, fotografinja, slikarka in ilustratorka.
- Vojko Pogačar, slikar, oblikovalec (1950, Krško)

### Arhitektura
- Božidar Gvardijančič, arhitekt; zazidal delavsko naselje v Videm-Krško (1909, Slap pri Vipavi – 1972, Ljubljana)
- Saša Sedlar, arhitektka (1913, Krško – 1975, Ljubljana)
- Savin Sever, arhitekt (1927, Krško – 2003, Ljubljana)
- Vesna Vozlič Košir, arhitektka (1956, Krško)

### Gledališče in film
- Franc Trefalt, amaterski igralec (1903, Koprivnica - ?)
- Iwan Obretenow, bolgarski igralec (1924, Krško – 1988, Sofia)
- Vinko Hrastelj, igralec (1940, Ženje – 1971, Ljubljana)
- Mirko Bogataj, filmski in televizijski igralec, radijska osebnost (1942, Krško – 2007, Ljubljana)
- Franci Slak, filmski in televizijski režiser, scenarist, pedagog, politik (1953, Krško – 2007, Ljubljana)
- Silvan Omerzu, slikar, ilustrator, gledališki režiser, lutkovni umetnik (1955, Brestanica)

### Književnost
- France Kadilnik, turistični pisec (1825, Stara vas – 1908, Ljubljana)
- Janez Mencinger, pisatelj, pesnik, prevajalec in odvetnik (1838, Brod pri Bohinjski Bistrici – 1912, Krško)
- Vinko Vidmar, potopisec (1853, Ljubljana – 1879, Krško)
- Vera Albreht, pesnica, pisateljica, publicistka in prevajalka (1895, Krško – 1971, Ljubljana)
- Jaroslav Stoviček, hrvaški pisatelj (1904, Leskovec pri Krškem – 1975, Zagreb)
- Gitica Jakopin, pesnica, pisateljica in prevajalka (1928, Leskovec pri Krškem – 1996, Ljubljana)
- Milena Batič, rojena Bonča, psevdonim Rada Noč; mladinska pesnica, učiteljica, pisateljica (1930, Krško – 2015, Maribor)
- Cilka Žagar, pesnica, pisateljica in prevajalka (1939, Dobrava ob Krki)

## Humanistika
- Jurij Dalmatin, protestantski teolog in pisec, prevajalec, pridigar (okoli 1547, Krško – 1589, Ljubljana)
- Janez Vajkard Valvasor, polihistor, kartograf, geograf, pisatelj, zbiratelj in založnik (1641, Ljubljana – 1693, Krško)
- Anton Alexander von Auersperg (grof), psevdonim Anastasius Grün, avstrijski pesnik in kranjski liberalni politik; pokopan je v družinski grobnici na griču Šrajbarskega turna v Leskovcu pri Krškem (1806, Ljubljana – 1876 Gradec).
- Mihajlo Rostohar, psiholog, pisatelj, politik, soustanovitelj Univerze v Ljubljani in univerzitetni profesor (1878, Brege – 1966, Golek)
- Rudolf Friderik Knapič, urednik, prevajalec, univerzitetni profesor, filolog (1890, Gorenja vas pri Leskovcu – 1963, Lizbona)
- Alfonz Gspan, literarni zgodovinar, pesnik, knjižničar, leksikograf, pedagog, urednik in prevajalec (1904, Krško – 1977, Ljubljana)
- Franc Drenovec, novinar, urednik, partizan (1917, Lokve, Krško – 1968, Ljubljana)

## Pravo, uprava in politika
- Rodbina Auersperg, plemiška rodbina na Slovenskem in v Avstrijskem cesarstvu (pred 1100 – danes)
- Martin Hočevar, politik, mecen, poslovnež (1810, Podlog – 1866, Krško)
- Josipina Hočevar, podjetnica in mecenka (1824, Radovljica – 1911, Krško)
- Viljem Pfeifer, politik (1842, Kočevje – 1917, Krško)
- Anton Sušnik, politik; jeseni 1920 je bil izvoljen za narodnega poslanca v Krškem (1880, Zduša – 1934, Ljubljana)
- Vilko Pfeifer, politik (1885, Krško – 1965, Ljubljana)
- Lado Vavpetič, pravnik, politik, pedagog, raziskovalec in akademik (1902, Krško – 1982, Ljubljana)
- Jože Žabkar, pravnik in politik, partizan (1915, Velika vas pri Krškem)
- Vlado Benko, partizansko ime Leon; politolog in sociolog mednarodnih odnosov, politični raziskovalec, univerzitetni profesor, partizan (1917, Videm, Krško – 2011, Cerknica)
- Živko Zobec, pravnik, sodnik; leta 1956 in 1957 je bil predsednik Okrajnega sodišča v Krškem (1926, Novo mesto – 1988, Ljubljana)
- Gorazd Žmavc, politik, pravnik (1947, Krško)
- Franc Žibert, pravnik, ekonomist, univerzitetni profesor (1949, Raztez)
- Franc Bogovič, podjetnik, agronom, politik, poslanec, župan (1963, Veliki Kamen pri Koprivnici)

## Vojska
- Gustav Globočnik von Vojka, avstro – ogrski general (1859, Brestanica – 1946, Dunaj)
- Miha Butara, vojaški oficir (1950, Veliko Mraševo)
- Roman Urbanč, častnik, podpolkovnik (1967, Krško)

## Šolstvo
- Adam Bohorič, protestant, slovničar in šolnik (okoli 1520, Brestanica – Presladol. – 1598, Nemčija)
- Janez Krajnc, učitelj (1817, Brestanica – 1908, Dunaj)
- Mihael Wurner, šolnik; v letih 1873–84 je bil šolski nadzornik za okraj Krško (1829, Ljubljana – 1891, Feldhof)
- Ivan Lapajne, pedagoški pisec in narodni gospodarstvenik (1849, Vojsko, Idrija – 1931, Krško)
- Jernej Ravnikar, šolnik, pisatelj (1856, Vače – 1920, Krško)
- Janko Knapič, učitelj, ravnatelj (1862, Sv. Jedrt pri Laškem – 1929, Videm, Krško)
- Ljudevit Stiasny, šolnik, pedagoški pisec, potopisec; od leta 1902 do 1913 okrajni šolski nadzornik za krški okraj. V Krškem je leta 1904, 1905 predsedoval Pedagoškemu društvu. (1862, Tržič –  1936 Slovenj Gradec)
- Fran Žnideršič, gimnazijski profesor, šolnik in pisatelj (1866, Stara vas – 1929, Gorica)
- Elvira Dolinar, učiteljica, pisateljica, publicistka in feministka (1870, Krško – 1961, Bled)
- Ivan Vrščaj, šolnik (1871, Brestanica – 1948, Ljubljana)
- Franc Grm, pedagoški delavec (1877, Raka – 1967)
- Dragotin Humek, pedagoški pisec, ilustrator, šolnik (1877, Gradišče pri Raki – 1958, Gradišče pri Raki)
- Dragotin Přibil, šolnik (1877, Brežice – 1944, Brestanica)
- Ivan Magerl, šolnik; služboval je na meščanski šoli v Krškem do januarja 1919 (1880, Trst – 1932, Jesenice)
- Jože Žabkar, učitelj, matematik, partizan (1900, Krško – 1985, Ljubljana)
- Albin Žabkar, matematik, univerzitetni profesor, prevajalec (1901, Krško – 1962, Ljubljana)

## Znanost in tehnika
- Anton Šantel, matematik in fizik, učitelj (1845, Pesnica – 1920, Krško)
- Alfonz Pavlin, botanik, univerzitetni profesor (1853, Leskovec pri Krškem – 1942, Ljubljana)
- Vinko Strgar, montanist (1870, Leskovec pri Krškem – 1934, Ljubljana)
- Dinko Cerjak, inženir gozdarstva (1895, Leskovec pri Krškem – 1981, Ljubljana)
- Franc Rainer, gozdar (1902, Brestanica – 1991, Ljubljana)
- Lojze Kerin, geodet (1906, Brod v Podbočju – 1966, Ljubljana)
- Ferdinand Trenc, strokovnjak strojništva (1913, Trška gora – 1976, Celje)
- Sergej Bubnov, gradbenik; leta 1992 in 1993 je vodil mednarodno komisijo za neodvisno analizo varnosti Jedrske elektrarne Krško (ICISA) (1914, Sankt Peterburg – 2000, Ljubljana)
- Josip Didek, gradbeni inženir in projektant (1917, Podbočje – 1989, Ljubljana)
- Janez Banič, veterinar, univerzitetni profesor (1928, Brod v Podbočju)
- Vinko Strgar, botanik (1928, Leskovec pri Krškem – 1992, Ljubljana)
- Vera Mirt Levovnik, raziskovalka in organizatorka elektrotehniške informatike, univerzitetna profesorica (1930, Rožno)
- Stanko Buser, geolog; član Nadzornega odbora Sklada za financiranje razgradnje Jedrske elektrarne Krško (1932, Boletina – 2006, Slovenj Gradec)
- Franc Bratkovič, elektrotehnik, univerzitetni profesor (1936, Krško)
- Viljem Žener, kemijski inženir, gospodarstvenik in strokovnjak za gumarsko tehnologijo, ekonomist (1936, Senovo)
- Srdjan Bavdek, veterinar, univerzitetni profesor (1937, Leskovec pri Krškem – 2019, Cerklje)
- Maks Babuder, elektrotehnik; v času izgradnje Jedrske elektrarne Krško je bil 1975 vodja skupine za neodvisni strokovni pregled kakovosti vgrajene opreme ter za preverjanje upoštevanja predpisov in standardov pri izvajanju graditve (1940, Materija)
- Dušan Brajnik, fizik; opravljal je gamaspektrometrične meritve na področju Jedrske elektrarne Krško (1940, Ljubljana)
- Jože Resnik, lesarski strokovnjak, univerzitetni učitelj (1942, Vihre)
- Janko Božič, zoolog (1963, Čretež pri Krškem)

## Zdravstvo
- Hinko Šuklje, društveni delavec, zdravnik, ginekolog (1866, Brestanica – 1903, Zadar)
- Ivan Matko, zdravnik, internist (1885, Brestanica – 1945, Ljubljana)
- Stanko Banič, zdravnik, univerzitetni profesor, mikrobiolog (1913, Brezje pri Senušah – 2005, Ljubljana)
- Dimitrij Bartenjev, stomatolog, univerzitetni profesor (1932, Leskovec pri Krškem – 2015, ?)

## Gospodarstvo
- Feliks Urbanc, veletrgovec, politik (1850, Drnovo – 1937, Ljubljana)
- Martin Humek, narodni gospodar, sadjar (1870, Gradišče pri Raki – 1943, Ljubljana)
- Karel Černetič, družbeni delavec, obrtnik (1878, Kostanjevica na Krki – 1953, Krško)
- France Vardjan, hortikulturnik (1900, Kočevje – 1994, Leskovec pri Krškem)
- Gvido Vesel, sadjar; Na povabilo OLO Krško je organiziral kmetijsko delovno zadrugo Sloga v Leskovcu pri Krškem, kjer je delal do upokojitve leta 1961 (1901, Trst – 1984, Izola)
- Stane Zorčič, sadjar, vinogradnik; od leta 1939 do 1941 je bil kmetijski referent v Krškem (1905, Kapele – 1974, Novo mesto)
- Blaženka Košmelj, ekonomistka in statističarka, univerzitetna profesorica (1925, Brestanica – 2017, ?)
- Jože Strgar, agronom, ljubljanski župan, politik (1929, Jelše pri Leskovcu)